# Operazione Magic Carpet

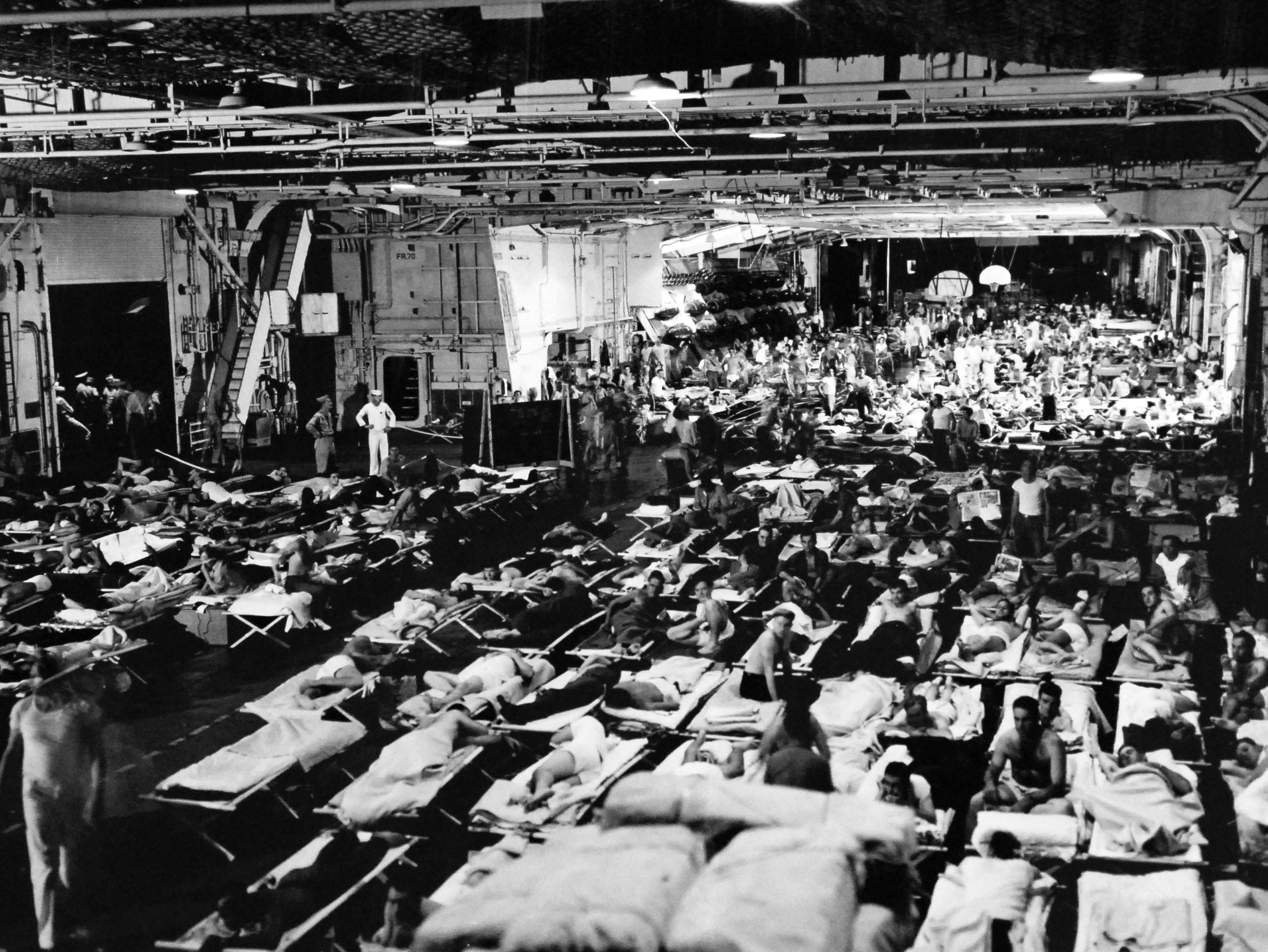
GI statunitensi diretti a casa a bordo della portaerei durante l'Operazione "Magic Carpet"

L'Operazione Magic Carpet (letteralmente tappeto magico) fu la gigantesca procedura di rimpatrio messa in atto dagli Stati Uniti d'America al termine della seconda guerra mondiale per rimpatriare la gran parte del suo personale militare e civile mobilitato durante il conflitto. Nell'occasione venne utilizzato ogni tipo di naviglio, dalle navi Liberty alle portaerei, tra la grandissima mole di unità che era stata messa in campo durante lo sforzo bellico. In alcuni casi i viaggi nel senso opposto servirono a rimpatriare i prigionieri di guerra dell'Asse, come 450.000 tedeschi e 55.000 italiani. Oltre al personale statunitense, arrivarono negli Stati Uniti circa 500.000 spose di guerra che si erano unite in matrimonio a militari statunitensi.
Solo nell'ottobre 1945 vennero usate 370 navi della US Navy per il rimpatrio sul settore del Pacifico.

Vennero usati anche velivoli militari, per migliaia di ore di volo, ma vista la differenza di capacità, la quantità di passeggeri trasportata fu decisamente minore.
Un film comico sull'argomento fu Ero uno sposo di guerra con Cary Grant e Ann Sheridan.